# Geel
Geel (nederländskt uttal: [ɣeːl]) är en stad och kommun i provinsen Antwerpen i regionen Flandern i Belgien. Kommunen har cirka 41 146 invånare (2022). Staden är känd för att en stor del av befolkningen har olika former av psykiska handikapp. Många gånger får människor med mentala handikapp bostäder i Geel och lever därefter med stadens övriga befolkning.